# Нежељена дејства хемотерапије
Нежељена дејства хемотерапије је скуп симптома који настају у организму особе оболеле од тумора након примене хемотерапеутика или антитуморских лекова. Примену цитостатика често прате и њихова нежељена дејства. Они не делују селективно само на малигни процес-тумор, већ „уништавају“ и већи или мањи део здравих ћелија што може да резултује бројним нежељеним реакцијама. Зато се у току употребе цитостатика морају добро познавати њихова токсична или нежељена дејства, и строго поштовати прописани протоколи хемотерапије како би непожељне манифестације и последице биле минималне.

## Хемиотерапија
Хемотерапија је системско лечење и контрола, злоћудних болести (тумора) хемијским материјама природног или синтетичког порекла, које се још називају антитуморски лекови, цитотоксични лекови или цитостатици. За ову врсту терапије прихваћен је назив хемотерапија, јер се овом методом лечења раст злоћудних ћелија и туморског ткива контролише хемијским путем. Предност хемотерапије у односу на друге вресте лечења је у томе што цитостатици доспевају и до метастаза тумора, на многим локацијама у телу где други лекови или поступци немају одговарајући приступ. Механизам дејства цитостатика најчешће се огледа у ремећењу синтезе и функције макромолекула (ДНК, РНК, беланчевина) и функције ћелијских органела, које омогућавају нормалну деобу ћелија (митозу).

### Врсте хемотерапије
Постоји велики број стратегија у примени хемотерапеутских лекова које су данас у редовној употреби. Хемотерапија се може применити самостално или заједно са другим методама у циљу; излечења, продужетка живота или ублажавање симптома туморског процеса. Данас се у свакодневној онколошкој и другој медицинској пракси примењује следећи облици хемотерапије;
- Комбинована хемотерапија. која се заснива на комбинованом облику хемотерапије заједно са другим методама, као што су терапија зрачењем или оперативни захват. Већина карцинома се сада третира на овај начин.
- Адјувантна хемотерапија, (постоперативна терапија), примењује се након хируршког захвата, криотерапије, радиотерапије итд, са циљем да допуни процес лечења или спречи појаву рецидива (уништавањем преосталих заосталих ћелија). Рутински се примењује код тумора дојке и већег броја карцинома.
- Системска хемотерапија, најчешће се примењује код болесника са метастатским променама, због којих се хируршке или друге врста терапије не могу применити. Она више олакшава симптоме проузроковане тумором, него што лечи сам тумор.
- Супортивна хемотерапија, („терапија подршке“), има за циљ да болеснику побољша квалитет живота и ограничи нежељена дејстава тумора.
- Хемопревенција, је облик лечења који треба да буде примењен у будућности. Њена суштина је у; неуништавању туморских ћелија, већ у стварању функција и услова у ћелији који ће спречити развој тумора.

### Врсте цитостатика
Како би се постигли што бољи резултати лечења и умањила нежељена дејства, хемотерапија у пракси примењује најчешће комбинацију бројних (различитих) лекова истовремено. Лекови се разликују у механизму дејства али и према нежељеним дејствима, који су могући и нажалост доста чести.
Сви хемотерапијски режима захтевају да је болесник у стању да поднесе планирано лечење. Врста обим и јачина дозе хемотерапеутских лекова усклађује се индивидуално према стању сваког појединог болесник, чиме се могу редуковати нежељене последице. Будући да након прве дозе лека, умиру само делови ћелија тумора (енгл. fractional cell kill) свака, поновљена доза мора да буде толика да настави да смањује величину тумора (смањује број туморских ћелија). Цитостатици се деле у следеће групе;

#### Алкилилирајући неопластични лекови
Алкилирајући лекови у хемијској структури имају једну или две алкилне групе које реагују са биолошки важним деловима ћелије. Средства са две алкилне групе много су активнији од оних са једном. Главни учинак ових лекова је у онемогућавању транскрипција и репликација ДНК, ометање метаболизма беланчевина и активности ензима, што њихово дејство поистовећује са дејством јонизујућег зрачења.
Сва алкилирајућа средства супримирају функцију коштане сржи и узрокују гастроинтестиналне поремећаје (мучнину и повраћање). Дужом употребом, (посебно код мушкараца), доводе до стерилитета и повећаног ризика од акутне нелимфоцитне леукемије и других малигнитета. У групу бифункционалних алкилирајућих средстава спадају:
- Азотни иперит (циклофосфамид, ифосфамид, меклоретамин, мелфалан, клорамбуцил).
- Етиленимини и метилмеламини (тиотепа).
- Алкилсулфонати (бусулфан ).
- Деривати нитрозоуреје (кармустин, ломустин, семустин, стрептозоцин).
- Триазени (дакарбазин).
- Лекови са механизмом деловања сличним алкилирајућим агенсима (комплекси платине - цисплатин, карбоплатин те прокарбазин).

#### Антиметаболити
Један од најчешће коришћених антиметаболита и основни лек из групе антагониста фолата, који се користи у хемиотерапији канцера је метотрексат: Фолат неопходан за синтезу пуринских нуклеотида и тимидин, који су основа за синтезу ДНК и деобу ћелије. Основно дејство антифолата је ремећење синтезе тимидин. 
Структурно, фолати се састоје из три елемента: птеридинског прстена, пара-аминобензојеве киселине и глутаминске киселине. Фолате активно преузимају ћелије које се трансформишу у полиглутамате. Да би деловали као коензими, фолати морају да се редукују у тетрахидрофолате. Ову реакцију катаболише дихидрофолат редуктаза и то у две фазе, најпре у дихидрофолат па у тетрахидрофолате. Тетрахидрофолат делује као кофактор у преносу једног угљеника што је потребно да се формира тимилидат, синтетише ДНК и синтетише пурин. Метотрекстат има већи афинитет за дихидрофолат редуктазу од дихидрофолата и на тај начин инхибира ензим и смањује интрацелуларни ниво тетрахидрофолата. 
Метотрекстат се обично примењује орално, али се може давати интрамускуларно, интравенски или интратекално. Лек има малу липосолубилност и слабо пролази крвно-мождану баријеру. Резистенција на метотрексат може да настане у туморским ћелијама, а њени механизми су различити. Нежељена дејства се депресија функције костне сржи и оштећење епитела гастроинтестиналног тракта. Може да се појави пнеумонитис. Исто тако, при употреби великих доза, јавља се нефротоксичност, узрокована таложењем лека или метаболита у тубулима бубрега.

#### Противтуморски антибиотици
Противтуморски антибиотици су лекови из групе инхибитора ћелијског раста. У ову групу спадају:
- Антрациклини (доксорубицин, даунорубицин)
- Актиномицин
- Блеомицин
- Митомицин
- Пликамицин

#### Средства биљног порекла
Биљни алкалоиди;
У средства биљног порекла за лечење злоћудних тумора спадају биљни алкалоиди (винбластин, винкристин, винорелбин, паклитаксел). Ови се лекови вежу за деобно вретено и заустављају деобу ћелија у метафази, митозамитозе и проузрокују њену смрт. Зато се се у литератури ови лекови још називају и метафазни отрови или отрови деобеног вретена. Они такође инхибишу све остале функције ћелије везане за микротубуле, као што је фагоцитоза леукоцита, хемотакса и спровођење нервних импулса. 
Винка алкалоиди
Најважнији винка алкалоиди су винкристин, винбластин и виндезин. Новији винка алкалоид је винорелбин. Њихово деловање је могуће искључиво у току митозе туморске ћелије. Они такође инхибишу све остале функције ћелије везане за микротубуле, као што је фагоцитоза леукоцита, хемотакса и спровођење нервних импулса.
Винка алкалоиди су релативно нетоксични. Винкристин је благо мијелотоксичан, али често узрокује парестезије и слабост мишића. Винбластин је мање неуротоксичан, али узрокује леукопенију, док је виндезин средње мијелотоксичан и неуротоксичан. 
Таксани
Таксани палитаксел и доцетаксел делују на микротубуле, тако што их стабилизују у полимеризованом стању. Оба лека су корисна у лечењу карцинома дојке. Паклитаксел је у комбинацији са карбоплатином терапија избора за карцином дојке. 
Подофилотоксини;
Подофилотоксини су полусинтетски лекови изоловани из из корена биљке мандрагоре (лат. Padophylum pellatum). У ову групу лекова припадају етопозид и тенипозид. Они оштећују ДНК изазивајући њено уздужно цепање.

### Начин примене цитостатика
Лекови (цитостатици) који се користе у хемотерапији могу се применити; 
- Интрамускуларно (апликацијом у мишић).
- Интраплеурално (апликацијом у шупљину плућне марамице)
- Локално (наношењем на туморски процес)
- Интравенски (апликацијом у вену), што представља уједно и најчешћи начин примене цитостатика.

Тренутни режими хемотерапије примењују лекове у циклусима, чија је учесталост и трајање терапије ограничена токсичним последицама (нежељеним дејствима) хемотерапеутског лека по пацијента.
Примена хемотерапије подразумева читав низ мера, поступака и интервенција медицинског и немедицинског особља (чланова породице итд.) које се морају спровести по тачно утврђеном редоследу;
- Едукација и здравствено васпитни рад се болесником и особама које брину о болеснику.
- Припрема болесника и породице за примену цитостатика, која обухвата и непосредну психичку и физичку припрему болесника и породице.
- Упознавање медицинског особља са врстом, особинама, токсичним дејствима и начином примене цитостатика.
- Припрема простор и осталог потребног материјал за непосредну примену лека.
- Непосредна примена цитостатика и праћење болесника током хемотерапије.
- Збрињавање болесника, након евентуалних нежељених последица у току хемотерапије.
- Правилно уклањање преосталих цитостатика и другог материјала (медицинског отпада) после хемитерапије.

## Дужина трајања нежељеног дејства
Већина нежељених дејстава хемотерапије постепено нестаје са завршетком њене примене. Здраве ћелије се током времена опорављају. Време потребно да се нека нежељена дејства хемотерапије отклоне и поврати нормална функција организма варира од особе до особе и зависи од многих фактора, укључујући и опште здравствено стање болесника, врсту примењених лекова итд.
Многа нежељена дејства се повлаче релативно брзо, али нека могу да потрају неколико месеци или година пре него што потпуно нестану. Понекад нежељена дејства могу трајати и доживотно, ако на пример хемотерапија изазове трајно оштећења срца, плућа, бубрега, репродуктивне органе итд. Одређене врсте хемотерапија, понекад могу испољити нежељена дејства са закашњењем, која се код неких облика тумора могу да појаве много година касније.
Болесници често постају обесхрабрени дужином трајања њиховог лечења или нежељеним дејствима хемотерапије. Зато болесници морају непрестано да разговарају са својим лекаром. Можда ће лекар моћи да им промени лек или план терапије. Ако је потребно, лекар ће бити увек у стању да болеснику предложи начине за смање бола и и других нелагодности који прате хемотерапију.

## Најчешћа нежељена дејства и компликације
Хемотерапија је ефикасан метод симптоматског лечења болесника са постојећим, а понекад и по живот опасним поремећајем хомеостазе у организму особе оболеле од малигног тумора. Међутим, због садржаја бројних антигена и разноврсних биоактивних супстанци и многих других медијатора сложених процеса у организму, који у свом саставу садрже цитостатици, оне могу изазивати и бројне неповољне реакције у току хемотерапије. Неке од тих нежељених дејстава и компликација су;

### Депресија имунског система
Нарушена хомеостаза имунског система може довести до потенцијално фаталних инфекција. Иако болесници редовно перу своје руке, одржавају хигијену тела, избегавају болесне људе, и предузимају друге мере заштите, око 85% инфекција се спонтано јавља и изазван је микроорганизамима из стомака или коже болесника Ове инфекције се могу манифестовати као системске инфекције (попут сепсе), или као локализована инфекција (као што је херпес зостер). Понекад, се хемотерапија мора одложити због тога што је имунски систем потиснути и на критично ниском нивоу.

### Супресија коштане сржи
Нежељено дејство свих цитостатика осим винкристина и блеомицина је супресија костне сржи. Анемија се испољава тек после неколико циклуса хемиотерапије, због дугог живота еритроцита у периферној крви (око 120 дана). Насупрот томе, леукопенија достиже максимум од 7 до 10 дана после примене цитостатика, и потребно је да прође око 20 дана да дође до опоравка беле крвне лозе.
Неки цитостатици (мелфалан, кармустин и ломустин) имају одложени леукопенични ефекат, тако да се најмањи број леукоцита региструје после око 11-14 дана.
Ако број леукоцита падне испод 1x109/L и појави се повишена температура код болесника, онда је највероватније дошло до инфекције, па се саветује примена антибиотика са широким спектром деловања. Код лакших инфекција примењује се комбинација ципрофлоксацина (орално) и амоксицилина са клавуланском киселином (орално), а код тежих се дају парентерално цефалоспорини треће или четврте генерације. Код тежих неутропенија опоравак се може убрзати применом фактора стимулације гранулоцитно-макрофагних колонија или фактора стимулације гранулоцитних колонија. Ови фактори стимулишу пролиферацију и диференцијацију ћелија костне сржи у гранулоците и макрофаге. Филграстим такође поспешује функционисање зрелих гранулоцита. Нежељено дејство ових фактора раста је бол у костима, због нагле пролиферације ћелија коштане сржи.

### Умор
Умор је један од најчешћих споредних ефеката хемотерапије тумора, и може да варира од благе летаргије до осећаја потпуне неспособности. Он се разликује од осећаја умора после дугог и напорног дана и не губи се након одмора и спавања. Свакодневни (физиолошки) умор је најчешће краткотрајан и пролазан, док умор изазван тумором изазива дуготрајне тегобе. Умор у току хемотерапије има тенденцију да буде најизраженији на почетку и на крају циклуса терапије, и као и већина других споредних ефеката, хемотерапије, она обично нестаје када се хемотерапија заврши. Умор може бити узрокован хемотерапијом али и другим факторима, који потичу од самог туморозног процеса. Код неких људи умор након хемотерапије може да изазове израженије тегобе него бол, мучнина, повраћање, или депресија. На основу спроведених истраживања, између 70% до 100% оболелих од тумора у току терапије испољавају знаке умора а око 30% до 50% оболелих који су преживели карцином (врста тумора) наводе да су имали знаке умора месецима или чак годинама након завршетка лечења.
Најчешће карактеристике умора у току хемотерапије су;
- доживљај умора се разликује се од једног до другог дана
- ограничава нормалне активности, укључујући одлазак на посао
- често његов интензитет прати ток процеса лечења хемотерапијом
- умор обично има различито време трајања које је тешко предвидети у даљем току терапије.

Умор у току хемотерапије, терапије зрачењем, трансплантације коштане сржи, и имунотерапије, најчешће је последица недостатка довољне количине енергије у организму, што се може објаснити овим механизмима;
- Као последица хемотерапије долази до разарања (поред туморозних ћелија) и здравих ћелија, нарочито ћелије коштане сржи, које су одговорне за нормалну продукцију и функцију крви. Услед поремећаја крвне слике, а посебно црвених крвних ћелија (анемија), које преносе кисеоник и снабдевају ћелије организма, потребном енергијом у организму се јавља мањак енергије потребне да задовољи све потребе тела.[17][10]
- Такође због учесталијег изумирања нормалних ћелија и ћелија тумора, долази до стварања и нагомилавања отпадних продуката из разорених ћелија, тако да је телу потребна додатна енергије за чишћење овог „отпада“ и опоравак оштећених ткива.<ref="ref3"/>

Зато се паралелно са хемотерапијом примењује и терапија која ублажава анемију укључује терапију која повећава производњу крвих ћелија као што су, еритропоетин, препарати гвожђа, витамини и трансфузија крви.

### Крварење
Лекови који ремете брзу поделу ћелија, чине то и са крвним ћелијама, што може изазвати, веома често смањење броја тромбоцита у крви, што може изазвати појаву модрица и крварења у кожи и слузокожи. Мањак тромбоцита се назива тромбоцитопенија, а у току хемотерапије могу се појавити следећи знаци и симптоми;
- Неочекивана појава модрице
- Мале црвене мрље по кожи
- Црвена или розе боја мокраће
- Црна или крвава столица
- Крварење из десни или носа
- Блага главобоља
- Вртоглавица
- Малаксалост
- Бол у зглобовима и мишићима

Екстремно низак број тромбоцита (који је понекад и на критично ниском нивоу), може бити привремено нормализован применом трансфузије тромбоцита, или се хемотерапијски третмани одлажу, док се број тромбоцита не поправи (повећа).

### Опадање косе
Опадање косе (алопеција) је делимични или потпуни губитак косе који може настати као последица хемотерапије. Под утицајем цитостатика долази до атрофије фоликула длака па коса постаје тања, крта, лако ломљива и испада из фоликула. Након окончања хемотерапије коса се обнавља, што је строго индивидуална карактеристика сваког организма. 
Губитак косе обично је највећи извор стреса за болесника на хемотерапији, јер алопеција код болесника изазива депресију, јер значајно угрожава његов естетски изглед и представља препреку у нормалним међуљудским односима и активностима. Код појаве оваквих психичких поремећаја, потребно је болеснику детаљно објаснити ток, стадијуме и приближно трајање губитка косе и помоћи му да схвати да је алопеција само привремено стање.
Болеснике треба упутити и у правилан начин неге косе, како би се ублажиле нежељене последице алопеције;
- Косу пре почетка хемотерапије треба ошишати што краће.
- У току прања косе, болесник треба да користи благе, неутралне шампоне.
- Косу треба сушити на собном ваздуху, а не употребом врелог ваздуха (применом фена за косу)
- У току чешљања треба применити меке четке за косу, а само чешљање вршити нежним покретима руке.
- Естетски недостаци могу се прикрити капом, марамом, или према потреби и периком (која се прописује и као протетско помагало)

### Изливање цитостатика
Изливање или екстравазација односно инфилтрације је продор цитостатика у поткожно ткиво на месту или у околину убода. Према реакцији коју изазивају на кожи цитостатике можемо поделити на;
- Везиканте - који у околном ткиву изазивају бол, црвенило, оток, пликове и некрозу.
- Иританте - који у околном ткиву изазивају алергијску реакцију са болом, црвенилом и надражајем дуж вене.

Ако се у току примене цитостатика појави било који знак екстравазације са даљом применом лека се прекида и поступа по упутствима која се истичу на видном месту у свакој здравственој организацији која лечи болеснике хемотерапијом, а која у начелу предвиђа;
- Аспирацију (усисавање) целокупног цитостатика који је остао у вени односно у игли,
- Примену антидота за ту врсту цитостатика.
- Место екстравазације се према потреби може третирати кортикостероидном кремом и стерилним завојем у циљу превенције инфекција,
- На место излива лека стављају се хладне облоге (може и лед) како би се процес локализовао и смањила апсорпција цитостатика у околно ткиво,
- Све време прати се стање повређеног места, а у историји болести евидентирају промене.

Како би болесник правовремено упозорио медицинско особље, ако осети било какву непријатност, у виду напетости, бола или неких других сличних симптома, он мора бити упућен у могуће знаке екстравазације како би их препознао.
Како би се смањио ризик екстравазације лека (ако је то могуће) лек се убризгава у вену ширег лумена, уз проверу њене проходност и претходну проверу убризгавањем физиолошког раствора пре хемотерапије. Када се терапија даје у болусу обавезно се проверава враћањем крви на свака 2 ml и врши испирање вене физиолошким расвором.

### Кожне реакције
Рекције које могу настати на кожи или ноктима, као последица хемотерапије могу бити: 
- Опште - као последица разарања основних ћелија епидермиса.
- Локалне - које настају на месту примене цитостатика или на венама у које се убризгава лек.

### Пролазно црвенило
Обим и интензитет црвенила или уртикарије (копривњаче) углавном зависи од врсте хемотерапије која се користи али и од индивидуалних реакција организма. Промене у уртикарији могу бити опште (генерализоване) или локалне (на појединим деловима тела), и могу их пратити следеће реакције; грозница, температура, хипотонија итд. Ако се ради о јако израженој уртикарији терапија се прекида. Уртикарије су обично слабијег интензитета и најчешће након неког времена постепено нестају.

### Хиперпигментација
Ако се јави у току хемотерапије локализована је на ноктима, на слузокожи усне шупљине и дуж вена на којима се примењује хемотерапија. Хиперпигментација може бити генерализована (општа) са пропратним реакцијама као што су умор, слабост, ослабљен апетит, мучнина и губитак телесне тежине. Хиперпигментација се обично јаваља 2-3 недеље након хемотерапије и траје око 10-12 недеља. Пацијента код кога се очекује појава хиперпигментације, треба упозорити на њену појаву, као и на чињеницу да ће она после одређеног времена нестати.

### Телангиектазија
Телангинектазије су последица хемотерапије која се манифестују проширењем крајњих грана крвних судова или капилара. Симптоми најчешће укључују присуство бола, свраба и црвених промена коже и улцерација на ногама. Телеангиектазије могу настати на било којој регији тела. Најчешће се јављају на експонираним регијама тела, мукозних мембрана и склери (беоњаче). Ова промена је обично трајна мада ће конфигурација вена временом постати мање изражена.

### Фото-осетљивост
Промене на кожи у виду препланулости и акутних опекотина јављају се након кратке излагања сунцу или након примене хемотерапије непосредно након сунчања. Како би се избегле реакције фото-осетљивости потребно је да се болесник који добијају хемотерапију (а склон је оваквим последицама) придржавају следећих мера;
- Пре и након одласка на хемотерапију морају избегавати излагање сунцу (укључујући и излагања сунцу кроз прозорска стакла итд...)
- Да носе затамњене наочаре, капе се широким ободом и светлу, памучну и другу заштитну одећу
- Да при употреби заштитних крема за сунчање имају у виду да већина њих штити од ултравиолетног зрачења али не и од реакције фото-осетљивости

### Хиперкератоза и акне
Појава задебљања коже на рукама, стопалима, лицу и местима на којима је оштећена кожа. Промене сличне акнама обично се јављају након фазе еритема и напредују све до пришта и промене које подсећај на акне. Болеснику треба скренути пажњу на редовну хигијену лица, које увек мора да буде чисто и суво.

### Чиреви
На површини коже у току хемотерапије могу се појавити чиреви (улцерације), које захтевају редовно одржавање хигијене и евентуалну симптоматску терапију против инфекције.

### Нервно мишићни поремећаји
У току одређене вресте хемотерапије може доћи и до појаве периферне неуропатије,(нервни поремећаји) у облику пецкања, осећаја убода иглама, осећаја паљење и жарења, слабост и/или укочености у ногама и рукама, али и појаве следећих неуролошких симптома;
- Губитак равнотеже
- Неспретност
- Проблеми са ношењем и држањем предмета и облачењем одеће и обуће
- Поремећаји хода
- Болови у вилици
- Поремећај слуха
- Визуелни поремећаји
- Бол у стомаку
- Опстипација (затвор).

Поред утицаја на нервни систем (нерве), хемотерапија може да утиче и на мишиће, изазивајући у њима слабост, умор, и болове.
Нервно-мишићне промене су обично краткотрајне и стање се поправља по завршеној хемотерапији. О свим евентуалним нервно-мишићним, болесник треба одмах да обавести свог лекара.

### Мучнина и повраћање
Преваленца мучнине и повраћања је разнолика, због различитих дефиниција и метода приступа њиховој процени. Бројна истраживања потврђују, да се мучнина јавља у око 29% болесника на хемотерапији или код једног, од три болесника, а повраћање у 11% болесника, или код једног од десет болесника. Са увођењем нових фармаколошких лекова (блокатора 5-ХТ3 рецептора), предвиђало се смањење преваленце мучнине и повраћања. Међутим бројне студије, показују различите резултате. Док једна студија износи податке о нижој инциденци мучнине и повраћања,, друге три, наводе да је инциденца повраћања након примена 5-ХТ3 лекова у хемотерапији, нижа, али не и инциденца постхемотерапијских мучнина.
| Повезаност са повраћањем                      | Примери |
| --------------------------------------------- | --- |
| Високо еметогени (>90%) интравенски агенси    | Цисплатин, мехлоретамин, стрептозотоцин, циклофосфамид >1500 мг/м², кармустин, дакарбазин, антрациклин                                                                                            |
| Високо еметогена (>90%) орална средства       | хексаметилмеламин, прокарбазин |
| Умерено еметогени (30-90%) интравенски агенси | Оксалиплатин, цитарабин >1г/м², карбоплатин, ифосфамид, циклофосфамид <1500 мг/м², доксорубицин, даунорубицин, епирубицин, идарубицин, иринотекан, бендамус иринотекан, А Клофарабин, Алемтузумаб |
| Умерено еметогена (30-90%) орална средства    | Циклофосфамид, Темозоломид, Винорелбин, Иматиниб |

Мучнина и повраћање се често јављају у исто време, у току хемотерапије али то могу бити и два различита проблема која се јављају независно. 

Мучнина је непријатан осећај гађења у грлу и стомак који може довести до повраћања. Остали симптоми који могу да прате мучнину и повећање су појачано лучење пљувачке, вртоглавица, светлуцање пред очима, тешко гутање, промена температуре коже, и убрзано лупање срца.
Повраћање контролише део мозга, који се назива центар за повраћање. Мање је познат механизам који изазва мучнину. У току хемотерапије неки од састојака лека изазивају;
- активирање одређених области мозга (највероватније центра за повраћање),
- активирање одређених области једњака, желуца, танког и дебелог црева, и на тај начин покрећу механизме мучнине и повраћања.

Појава мучнине и повраћања у току хемотерапије зависи од много различитих фактора, укључујући и; 
- Врста лека
- Доза лека (високе дозе много чешће изазивају мучнину и повраћање)
- Учесталост хемотерапије, (на пример, ако између две дозе лека организам нема довољно времена да се опорави од мучнине и повраћања пре него што се примени следећа терапија)
- Начин примене лека, (хемотерапија која се даје у вену (интравенски ) може изазвати мучнину и повраћање много брже него лек који се пије, јер се лек дат интравенски апсорбују брже)
- Индивидуалне разлике, (свака особа нема исту реакцију на дозу или врсту хемотерапије. Неки од индивидуалних фактора ризика који код појединих особа потенцирају појаву мучнине и повраћање су;

- Пол, (код жена је појава мучнине и повраћања чешћа)
- Животна доб, (код млађих од 50 појава муке и повраћања је чешћа)
- Појава болести током трудноће
- Психичко стање
- Раније присутна склоност мучнини у току вожње
- Склоност повраћању у току појаве болести
- Злоупотреба алкохола (алкохоличари)

Постоје различите врсте мучнина и повраћања у току хемотерапије а најзаступљенији облици су; 
- Акутна мучнина и повраћање, која се обично дешава неколико минута до сати након примена хемотерапије, и то најчешће унутар првих 24 сата. Најгори облик повраћања најчешће се дешава након 5 до 6 сати после хемотерапије.
- Одложена мучнина и повраћање, почиње након више од 24 часа након хемотерапије, и вероватно је последица дејства одређених лекова који се користе у хемотерапији, као што су цисплатин, царбоплатин, циклофосфамид и доксорубицин. На пример, цисплатин изазива мучнина и повраћање од 48 до 72 сати након хемотерапије и његово дејство може трајати од 6 до 7 дана.
- Упозоравајућа мучнина и повраћање, настају пре почетка хемотерапије и обично су резултат претходних непријатних искустава са хемотерапијом, која је била праћена повраћањем. Почиње у фази спремања за следећи третман - чак и пре него што болесник прими хемотерапију, јер већина особа очекујете да ће се десити мучнина и повраћање као што је раније имала у току хемотерапије Већина људи са овим проблемом само осећам мучнину, али неки и повраћају.
- Незаустављива мучнина и повраћање, јавља се иако је примењена терапија да то спречи. Када се то деси, потребно је да болесник примени више различитих лекова против повраћања, пре почетка и све време током хемотерапије како би спречио даље мучнина и повраћање.
- Упорно (рецидивирајуће) повраћање, се може десити после једне или неколико хемотерапија. У овом случају, чак и ако се терапијом покушава да се спречи или контролише мучнина и повраћање, лечења више не даје резултате. Код овог облика потребна је примена више врста лекова против повраћања.

Неки облици хемотерапије (лекови) имају већу вероватноћу да изазову мучнину и повраћање од других, и медицинска пракса их према могућем ризику настанка ових тегоба дели у 4 групе; 
- Минимални ризик повраћања: у току хемотерапије ови лекови узрокују повраћања у мање од 10% људи који не добију ефикасне лекове против мучнине и повраћања
- Низак ризик повраћања: у току хемотерапије, ови лекови узрокују повраћања у 10% до 30% људи који не добију ефикасне лекове против мучнина и повраћање
- Умерен ризик повраћања: у току хемотерапије ови лекови узрокују повраћања у 30% до 90% људи који не добију ефикасне лекове против мучнина и повраћања. Већина ових лекова може изазвати мучнину и повраћање најмање 4 дана после последње дозе.
- Повраћање високог ризика: у току хемотерапије, ови лекови узрокују повраћања у више од 90% људи који не добију ефикасне лекове против мучнина и повраћања. Већина лекова може изазвати мучнину и повраћање најмање 4 дана после последње дозе.

Треба имати у виду да ови проценти важе само ако је примењена терапија против повраћања и мучнине. У том случају већина ових лекова чешће изазва мучнину него повраћање. На пример, 40% људи у току хемотерапије могу да осете мучнину, али само 20% повраћа.
Листа хемотерапеутика који изазивају мучнину и повраћање
| Лекови са минималним ризиком повраћања (до 10%) | Лекови са ниским ризиком повраћања (од 10% - 30%) | Лекови са умереним ризиком повраћања (од 30% - 90%) | Лекови са високим ризиком повраћања (већим од 90%) |
| --- | --- | --- | --- |
| - Alemtuzumab (Campath®) - Asparaginase (Elspar®) - Bevacizumab (Avastin®) - Bleomycin (Blenoxane®) - Busulfan (мала доза) - Chlorambucil (Leukeran®) - Cladribine (Leustatin®) - Cytarabine (Cytosar®) - Dasatinib (Sprycel®) - Decitabine (Dacogen®) - Denileukin diftitox (Ontak®) - Dexrazoxane (Zinecard®) - Erlotinib (Tarceva®) - Fludarabine (Fludara®) - Gefitinib (Iressa®) - Gemtuzumab (Mylotarg®) - Hydroxyurea (Hydrea®) - Lenalidomide (Revlimid®) - Melphalan (Alkeran®) - Mercaptopurine (Purinethol®) - Methotrexate (мала доза ) - Nelarabine (Arranon®) - Pegaspargase (Oncaspar®) - Pentostatin (Nipent®) - Rituximab (Rituxan®) - Sorafenib (Nexavar®) - Sunitinib (Sutent®) - Temsirolimus (Torisel®) - Thalidomide (Thalomid®) - Thioguanine - Valrubicin (Valstar®) - Vinblastine (Velban®) - Vincristine (Oncovin®) - Vinorelbine (Navelbine®) | - Aldesleukin (мала доза) - Amifostine (Ethyol®) - Bexarotene (Targretin®) - Bortezomib (Velcade®) - Capecitabine (Xeloda®) - Cetuximab (Erbitux®) - Cytarabine (Cytosar®) - Docetaxel (Taxotere®) - Doxorubicin (Doxil®) - Etoposide (Vepesid®) - Everolimus (Afinitor®) - Fludarabine (Fludara®) - 5-Fluorouracil (5-FU®) - Gemcitabine (Gemzar®) - Imatinib (Gleevec®) - Interferon alfa (подешена доза) (IntronA®, Roferon-A®) - Ixabepilone - Lapatinib (Tykerb®) - Methotrexate - Mitomycin (Mutamycin®) - Mitoxantrone (Novantrone®) - Nilotinib (Tasigna®) - Paclitaxel (Taxol®) - Paclitaxel-albumin (Abraxane®) - Pemetrexed (Alimta®) - Topotecan (Hycamtin®) - Trastuzumab (Herceptin®) - Vorinostat (Zolinza®) | - Aldesleukin (Proleukin®) - Amifostine (Ethyol®) - Arsenic trioxide (Trisenox®) - Azacitidine (Vidaza®) - Bendamustine (Treanda®) - Busulfan (високе дозе) - Carboplatin - Carmustine (BCNU®) - Cisplatin (мале дозе) - Clofarabine (Clolar®) - Cyclophosphamide (Cytoxan®) - Cytarabine (Cytosar®, ara-c) - Dactinomycin - Daunorubicin - Doxorubicin (Adriamycin®) - Epirubicin (Ellence®) - Etoposide (Vepesid®, VP-16®) - Idarubicin (Idamycin®) - Ifosfamide (Ifex®) - Irinotecan (Camptosar®) - Lomustine (CeeNU®) - Melphalan (Alkeran®) - Methotrexate (high-dose) - Oxaliplatin (Eloxatin®) - Temozolomide (Temodar®) | - Altretamine (Hexalen®) - Carmustine (BCNU®) - Cisplatin - Cyclophosphamide (Cytoxan®) - Dacarbazine (DTIC®) - Doxorubicin (Adriamycin®) - Mechlorethamine (Mustine®) - Procarbazine - Streptozocin (Zanosar®) |

### Сексуални поремећаји
У току хемотерапије цитостатици изазивају значајне психолошке поремећаје и губитак, самопоуздања што се може изазвати сексуалне поремећаје. Цитостатици могу изазвати и значајна органска оштећења на полним органима и на тај начин нарушити нормално сексуално функционисање у мушкарца и жене.
Сексуално нежељена дејства у току хемотерапије се разликују међу мушкарцима и женама. Неке уобичајене нуспојаве код мушкараца су;
- импотенција,
- немогућност ерекције,
- гинекомастија
- губитак сексуалне жеље.

Хемотерапија мања и број ћелија сперматозоида и њихову покретљивост, што може имати за последицу привремену или трајну неплодност код мушкараца.
Код жена поред сексуалних поремећаја, нежељени учинци су;
- оштећења јајника која изазивајући трајну или привремене неплодност,
- неправилне менструације,
- нагли губитак производње естрогена (што доводи до превремене менопаузе),
- чести осећаји топлоте,
- сува вагина (што изазива бол и нелагодност током полног односа).

...„Један важан споредни ефекат хемотерапије је измењен осећај о сексуалности. Док неки пацијенти доживљавају повећану жељу за сексуалним активностима, други су са озбиљно смањеним сексуалним жељама. Најважнији разлог за то је физички и емоционални стрес кроз који особа пролази у току хемотерапије. Хормоналне промене такође играју важну улогу у изазивају психолошке сметње према сексуалности. Трудноће није препоручљива, за време хемотерапије јер многи лекови против рака могу да изазову оштећења у развоју ембриона....“